# 岡田晴光
岡田 晴光（おかだ はるみつ、1960年10月4日 - ）は、広島県出身の元自転車競技選手。

## 来歴
広島城北高等学校自転車競技部初代メンバー。
創部一年目にてインターハイ出場(1年生)。第43回国民体育大会　少年1000mタイムトライアル優勝(3年生)
中央大学を経て、島野工業（シマノレーシング）に加入。
1984年ロサンゼルスオリンピック・団体追抜に出場（11位）。
1981年チェコスロバキア・ブルノの世界選手権、1982年イギリス・レスターの世界選手権にもアマチュアの部で日本代表選手として出場。